# 킹 오브 더 힐
《킹 오브 더 힐》(영어: King of the Hill)은 미국의 성인 애니메이션 시트콤이다. 텍사스주 알런(Arlen)이라는 가공의 도시에 거주하는 감리교 신자인 중산층 가족의 이야기를 다룬다.

## 평가
《킹 오브 더 힐》 방송 13년에 걸친 방영본이 모두 호평이다. 일단 첫 방영시의 평가를 훑어보자. 《시카고 트리뷴》의 다이앤 홀로웨이는 쓰되 "《댈러스》 이후 가장 텍사스스러운 텔레비전 시리즈"라 일컫고는, "야릇한 유머 감각에 체제전복적 감수성"을 특히 호평했다. 《로스앤젤레스 타임스》의 하워드 로젠버그는 쓰되 "꼭 미소짓게 한다. 그렇다만 보고 깜짝할 것도 있으로되, 곧 이 프로의 마법에 익숙해질 것이다."라 했다.
그럼 프로의 종영시의 평가를 훑어보자. 《타임》의 제임스 포니우직은 허두에 쓰되 "TV에서만큼은 최고의 가족 코미디가 된 지도 오래"라 해 놓고, 그 최종화가 "올해 TV에서 본 중 가장 울컥하게 한 그중 하나"라 했다. 《더 스타레저》의 앨런 세핀월은 쓰되 "본 프로와 동행한 절대다수한 실사 시트콤에 견주어 보다 더 곰살궂고, 또한 더 인간다웁다."고 했다.
이 프로에 몇몇 논자는 정치적인 해석을 했다. 1997년 마이크 저지는 이를 반박하되 "이건 정치 프로같은 게 아니다.", "이를테면 포퓰리스트랄까, 상식상의 관점을 담은 게지."라 했다. 2005년 맷 바이가 《뉴욕 타임스》 지에 프로를 일컫기를 "텔레비전에 나온 중 가장 세세하고도, 또한 복잡한, 소도시의 유권자의 묘사"라 했다. 2016년 《디 애틀랜틱》은 프로를 일컫되 "최후의 초당적 TV 코미디"라 하고는, "등장인물의 개개마다 지극한 인간미를 꼭꼭 채워놓아, 그들의 약점마저도 몹시도 동정가게 만들어 놓았다. 이런바 킹 오브 더 힐은 당대를 훨 초월해서는, 지금의 TV 프로마저도 따라잡지 못한 지평을 젖혀 놓았던 것이다."라 추켜올렸다.
이 밖에 서열방면에서는 IGN "최고의 TV 애니메이션 시리즈" 27위, 2013년 TV 가이드 "역대최고의 TV 만화 60선" 중 하나 등.